# Rasamalai

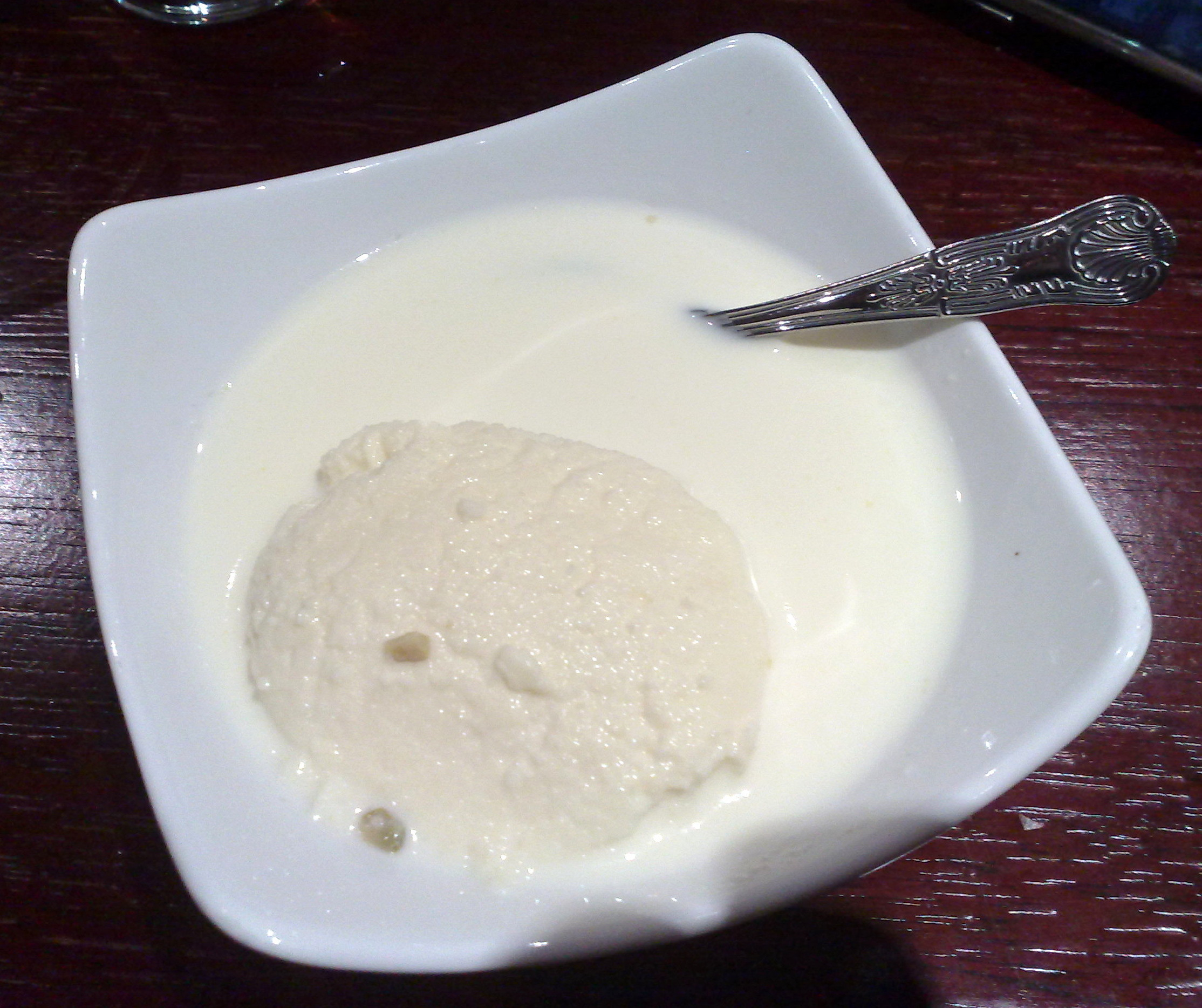
Platillo de ras malai.

El ras malai es un postre indio, popular en todo el sur de Asia.
Fue creado en Bengala Occidental por el cocinero bengalí K. C. Das en 1930.
Es uno de los postres más famosos de esa región.
Está basado en la rasagula, que fue inventada por el padre de K. C. Das, Nobin Chandra Das en el año 1868.

## Ingredientes
El ras malai consiste en bolas azucaradas entre crema y amarillas (o bolas aplanadas) y panir empapado en malai (‘nata’, aromatizada con cardamomo.

## Origen
El rasmalai se originó en lo que hoy es la costa de Orissa.
Es famoso el roshmalai de Comilla y, como el resto de los platillos de Bangladés, utiliza extracto de pandano a diferencia de las variedades de India, que no lo hacen.
El ras mailai es un postre tradicional del noreste subcontintental (actual Bangladés) que consiste en la cuajada bañada con leche azucarada. La leche es saborizada con pistachos, azafrán o agua de rosas.